# Scinax brieni
Scinax brieni és una espècie de granota de la família dels hílids. És endèmica del Brasil. Aquesta espècie es dona a la Serra do Mar, entre São Paulo i Rio de Janeiro. Es produeix per sobre de 800m snm. És una espècie moderadament comuna. Els seus hàbitats naturals inclouen boscos tropicals o subtropicals secs i a baixa altitud, montans secs, rius, maresmes d'aigua dolça, terra arable, pastures, plantacions, jardins rurals, àrees urbanes, zones prèviament boscoses ara molt degradades, estanys, terres d'irrigació, zones agrícoles inundades, canals i dics. Es reprodueix en piscines naturals o artificials, o corrents d'aigua lentes. També es troba en hàbitats pertorbats com les pastures i jardins rurals. Es tracta d'una espècie terrestre i d'aigua dolça. No hi ha cap amenaça significativa per a la supervivència d'aquesta espècie, ja que sembla capaç de persistir en hàbitats pertorbats.